# Willem Duyn

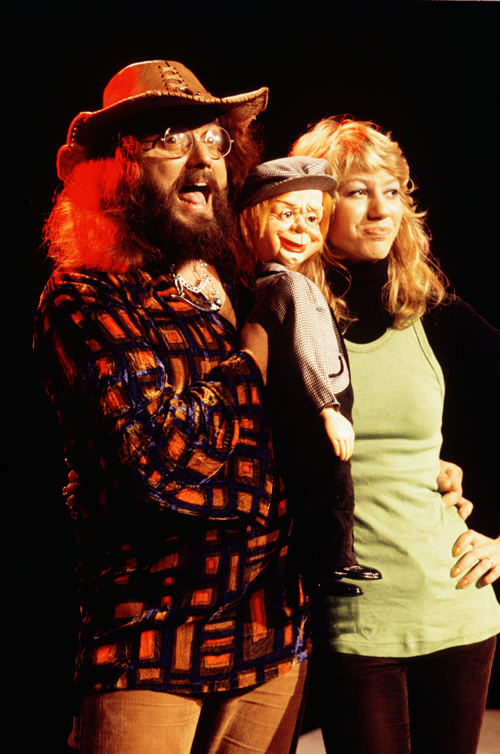
Willem Duyn mit Maggie MacNeal, 1971

Willem Duyn (* 31. März 1937 in Haarlem, Nordholland; † 3. Dezember 2004 in der Nähe von Almelo (Niederlande)) war ein niederländischer Sänger.

## Leben
Duyn begann seine Karriere 1960 als Schlagzeuger. Mit seiner Partnerin Sjoukje van’t Spijker als Maggie MacNeal (* 5. Mai 1950) hatte er als „Mouth“ im Duo Mouth & MacNeal ab 1971 einige große Erfolge. Am bekanntesten sind How Do You Do? (1972), Hello-a (1972) und I See a Star (1974).
1974 erreichten Mouth & MacNeal mit I See a Star beim Eurovision Song Contest den dritten Platz. Im selben Jahr erschien auch die deutsche Originalaufnahme des niederländischen Eurovisionsbeitrags mit dem Titel: Ein gold’ner Stern. Kurz darauf trennte sich das Duo. Während sich Maggie MacNeal fortan als Solistin betätigte, gründete Mouth mit seiner neuen Partnerin Ingrid Kup das Duo „Big Mouth & Little Eve“. Nach dem Ende dieses Projekts widmete er sich seiner Solokarriere und hatte seinen größten Erfolg mit der Single Willem, die 1979 auf Platz 5 der niederländischen Charts stieg.
In den 1990er Jahren trat Duyn noch mit verschiedenen Rockbands auf, in den letzten Jahren wurde er aber hauptsächlich von Cafés und Bars engagiert.
Duyn wohnte in Emmen-Roswinkel, Provinz Drenthe. Er starb am 3. Dezember 2004 im Alter von 67 Jahren an einem Herzstillstand.

## Diskografie

### Alben
- 1980: Willem Duyn
- 1992: Niet normaal meer

### Singles
- 1971: Remember (Walking in the Sand) (als Big Mouth)
- 1978: Mamy Oh Mamy (als Big Mouth)
- 1978: Ik dacht niet te kunnen leven
- 1979: Dag dikke olifant
- 1979: Willem
- 1979: Het grote sprookjeslied (mit Corry, Bonnie St. Claire, Sandy, Alexander Curly und Nico Haak)
- 1979: Zij wel
- 1980: Marie-An
- 1980: Zal ik een krekel wezen
- 1981: Angelina / Oh mama
- 1982: Een kind, een kind (mit Alexander Curly, Bonnie St. Claire, Dimitri van Toren, Lenny Kuhr und Shirley Zwerus)
- 1982: Je zeurt te veel
- 1982: Wat ’n rare man
- 1983: Ik neem de eerste trein naar Zandvoort
- 1983: Ik word ziek van aerobic
- 1984: Stamcafé
- 1984: Lost vast single (mit De Los Vast Band)
- 1985: Samen (mit Artiesten Voor Afrika)
- 1986: Kom nou, Elles
- 1987: Opa is verliefd
- 1988: Lola
- 1988: Feierabend (als Big Mouth)
- 1989: M’n allessie
- 1992: Woenderbaar (als Willem dût Normaal)
- 1994: Score met die hap
- 2011: Bluffers en suffers